# La Unión de Formosa (pallavolo)
Il La Unión de Formosa fu una società pallavolistica argentina, con sede a Formosa, facente parte della polisportiva La Unión de Formosa.

## Storia
Il La Unión de Formosa viene fondato il 5 agosto 2004 come club di pallacanestro maschile, tuttavia un anno dopo iniziano le attività anche nella pallavolo maschile, che lo vedono iscritto alla Liga A2 nella stagione 2005-06, raggiungendo la promozione nella Liga A1 de Vóley dopo aver sconfitto nella finale dei play-off promozione il Ferro Carril Oeste.
Debutta nella massima divisione argentina nella stagione 2006-07, classificandosi al settimo posto, mentre nella stagione seguente arriva quarto, sfiorando il podio. Nel campionato 2008-09 raggiunge la prima finale della propria storia, ossia quella valevole per lo scudetto, uscendo sconfitto contro il Bolívar, mentre nel campionato seguente si piazza al terzo posto.
Nelle annate seguenti continua inizialmente a issarsi a ridosso del podio in campionato, vincendo il primo titolo della propria storia, la Coppa ACLAV 2011, sconfiggendo il Bolívar; successivamente invece si classifica costantemente ai play-off scudetto, senza mai superare i quarti di finale. Raggiunge la terza finale della propria in occasione della Coppa Desafío 2016, perdendo contro il Gigantes del Sur. Al termine del campionato 2015-16 viene annunciata la chiusura del sezione pallavolistica della polisportiva, che resta attiva nella pallacanestro.

## Palmarès
- Coppa ACLAV: 1

2011